# Sarragachies
Sarragachies är en kommun i departementet Gers i regionen Occitanien i sydvästra Frankrike. Kommunen ligger i kantonen Aignan som tillhör arrondissementet Mirande. År 2022 hade Sarragachies 220 invånare.

## Befolkningsutveckling
Antalet invånare i kommunen Sarragachies
Referens:INSEE